# Pierre Pagé (animateur)
Pour les articles homonymes, voir Pagé.
Pierre Pagé est un animateur de radio québécois né le 12 janvier 1962 à Roberval (Québec). Il est le cousin de Jean Pagé.

## Radio
Pierre a commencé à faire de la radio à CJAB-FM à Chicoutimi le 24 juin 1979, puis CKRS 590 Saguenay de 1980 à 1984, CJMF-FM 93 à Québec de 1984 à 1992, CKMF-FM 94,3 Montréal de 1992 à 1995, CHOI-FM 98 Québec de 1995 à 1997, et revient à CKMF à l'automne 1997 à l'animation de l'émission Les Grandes Gueules en remplacement de Christian Tétreault, déplacé à l'émission matinale.
À l'automne 2000, Les Grandes Gueules est diffusée en direct sur l'heure du midi sur le réseau Énergie, sauf à Montréal où l'émission conserve sa case du retour à la maison.
Le 22 décembre 2000, il s'est fait offrir de piloter de l'émission matinale C't'encore drôle à CKMF dès l'hiver 2001 (en remplacement de I Lève You de Stéphane Laporte, annulée abruptement), avec son équipe Mitsou Gélinas, Michel Morin (La Jungle), Patrick Groulx, Martin Petit, Christian Tétreault, Mike Gauthier, Pierre Leboeuf et Pierre Lacasse. Il reste à l'animation des Grandes Gueules au retour, mais est remplacé par Yves Laramée le midi. À l'automne 2001, Pierre reste à l'émission matinale alors que Richard Turcotte prend le relais de l'animation des Grandes Gueules. À l'émission matinale s'ajoute au cours des années, entre autres Mélanie Gagné, Éric Salvail, Martin Cloutier, Anaïs Favron, Philippe Bond et François Pérusse.
En 2014, il animait l'émission du matin Le matin, tout est possible! à CFGL-FM (Rythme FM 105,7) avec Josée Boudreault.
À l'automne 2016, il anime l'émission de la fin de semaine à CKOI-FM 96,9.
Retour à Énergie 94.3 en janvier 2020, à l'émission du midi en semaine et les après-midis de fins de semaine.